# Tour de Romandie 2022
Die Tour de Romandie 2022 war die 75. Austragung des Schweizer Etappenrennens. Das Radrennen fand vom 26. April bis zum 1. Mai im Rahmen von sechs Etappen statt und war Teil der UCI WorldTour 2022.
Den Gesamtsieg sicherte sich Alexander Wlassow (Bora-hansgrohe) vor Gino Mäder (Bahrain Victorious) und Simon Geschke (Cofidis). Die Punktewertung ging an Ethan Hayter (Ineos Grenadiers) und die Bergwertung an Toms Skujiņš (Trek-Segafredo). Die Nachwuchswertung gewann Juan Ayuso (UAE Team Emirates) und die Mannschaftswertung das Team Jumbo-Visma.

## Streckenführung
Insgesamt legten die Fahrer in den sechs Etappen 712,3 Kilometer zurück. Es standen drei hüglige und eine Bergetappe sowie zwei Einzelzeitfahren auf dem Programm. Die Strecke begann mit einem Prolog in Lausanne. Anschließend blieben die Fahrer für drei Etappen im Schweizer Mittelland mit Zielankünften in Romont, Échallens und Valbroye. Danach ging es entlang der Rhone in die Alpen. Im Kanton Wallis fand in Zinal (1665 m), dem höchsten Punkt der Rundfahrt, eine Bergankunft statt. Die letzte Etappe wurde in Form eines Bergzeitfahrens ausgetragen und führte von Aigle nach Villars (1261 m).
| Etappe         | Datum              | Strecke                    | Typ                 | km    |
| -------------- | ------------------ | -------------------------- | ------------------- | ----- |
| Prolog         | Di, 26. April 2022 | Lausanne – Lausanne        | Einzelzeitfahren    | 5,1   |
| 1              | Mi, 27. April 2022 | La Grande Béroche – Romont | Mittelgebirgsetappe | 178   |
| 2              | Do, 28. April 2022 | Échallens – Échallens      | Mittelgebirgsetappe | 168,2 |
| 3              | Fr, 29. April 2022 | Estavayer – Estavayer      | Mittelgebirgsetappe | 165,1 |
| 4              | Sa, 30. Mai 2022   | Aigle – Zinal              | Hochgebirgsetappe   | 180,1 |
| 5              | So, 1. Mai 2022    | Aigle – Villars            | Einzelzeitfahren    | 15,8  |
| Gesamtdistanz: | Gesamtdistanz:     | Gesamtdistanz:             | Gesamtdistanz:      | 712,3 |

## Reglement
Im Rahmen der 75. Auflage wurden Trikots für die Gesamtwertung (grün), Punktewertung (orange), Bergwertung (hellblau) und Nachwuchswertung (weiß) vergeben. Zudem gab es eine Auszeichnung des kämpferischsten Fahrers und eine Teamwertung, die sich aus den Zeiten der drei besten Fahrer pro Etappe ergab. Während der Etappen gab es die Möglichkeit, Zeitbonifikationen zu gewinnen, um sich in der Gesamtwertung zu verbessern. Die Vergabe der Sekunden sowie der Punkte für die Punkte- und Bergwertung wird in der folgenden Tabelle erklärt.
|               |                           | 1. | 2. | 3. | 4. | 5. | 6. | 7. | 8. | 9. | 10. | 11. | 12. | 13. | 14. | 15. | Platz    |
| Punktewertung | Zielankunft (Bergankunft) | 30 | 25 | 22 | 19 | 17 | 15 | 13 | 11 | 9  | 7   | 5   | 4   | 3   | 2   | 1   | Punkte   |
| Punktewertung | Zielankunft               | 30 | 25 | 22 | 19 | 17 | 15 | 13 | 11 | 9  | 7   | 5   | 4   | 3   | 2   | 1   | Punkte   |
| Punktewertung | Zwischensprint            | 3  | 2  | 1  |    |    |    |    |    |    |     |     |     |     |     |     | Punkte   |
| Bergwertung   | 1. Kategorie              | 12 | 8  | 6  | 4  | 2  |    |    |    |    |     |     |     |     |     |     | Punkte   |
| Bergwertung   | 2. Kategorie              | 8  | 6  | 4  | 2  | 1  |    |    |    |    |     |     |     |     |     |     | Punkte   |
| Bergwertung   | 3. Kategorie              | 5  | 3  | 2  | 1  |    |    |    |    |    |     |     |     |     |     |     | Punkte   |
| Bonussekunden | Zielankunft               | 10 | 6  | 4  |    |    |    |    |    |    |     |     |     |     |     |     | Sekunden |

## Teilnehmende Mannschaften und Fahrer
Neben den 18 UCI WorldTeams stand eine Auswahl des Schweizer Nationalteams am Start. Für jedes Team waren sieben Fahrer startberechtigt. Die Mannschaften Lotto Soudal und EF Education-EasyPost gingen jedoch nur mit sechs bzw. fünf Fahrern an den Start.
Als Favoriten galten der Titelverteidiger Geraint Thomas (Ineos Grenadiers), Alexander Wlassow, Sergio Higuita (beide Bora-hansgrohe), Damiano Caruso (Bahrain Victorious), Brandon McNulty, Juan Ayuso (beide UAE Team Emirates), Michael Woods (Israel-Premier Tech), Steven Kruijswijk (Jumbo-Visma), Ion Izagirre (Cofidis), Ben O’Connor (AG2R Citroën Team), Rigoberto Urán (EF Education-EasyPost) und Thibaut Pinot (Groupama-FDJ).
Aufgrund der hügligen Etappen starteten mit Fernando Gaviria (UAE Team Emirates), Ethan Vernon (Quick-Step Alpha Vinyl Team), Dion Smith (Team BikeExchange-Jayco) und Corbin Strong (Israel-Premier Tech) nur wenige Sprinter. Dafür standen mit Dylan Teuns (Bahrain Victorious), Ethan Hayter (Ineos Grenadiers), Marc Hirschi (UAE Team Emirates) und Quinten Hermans (Intermarché-Wanty-Gobert Matériaux) mehrere bergfeste und endschnelle Fahrer am Start.
Im Prolog galten Rémi Cavagna (Quick-Step Alpha Vinyl Team), Rohan Dennis (Jumbo-Visma), Geraint Thomas und Ethan Hayter (beide Ineos Grenadiers) als potentielle Siegesanwärter.
| UCI WorldTeams | UCI WorldTeams        | UCI WorldTeams | UCI WorldTeams                    | UCI WorldTeams | UCI WorldTeams          | Nationalteams |
| -------------- | --------------------- | -------------- | --------------------------------- | -------------- | ----------------------- | ------------- |
| ACT            | AG2R Citroën Team     | IGD            | Ineos Grenadiers                  | BEX            | Team BikeExchange-Jayco | Schweiz       |
| AST            | Astana Qazaqstan Team | IWG            | Intermaché-Wanty-Gobert Matériaux | DSM            | Team DSM                |               |
| TBV            | Bahrain Victorious    | IPT            | Israel-Premier Tech               | TFS            | Trek-Segafredo          |               |
| BOH            | Bora-hansgrohe        | TJV            | Jumbo-Visma                       | UAD            | UAE Team Emirates       |               |
| COF            | Cofidis               | LTS            | Lotto Soudal                      |                |                         |               |
| EFE            | EF Education-EasyPost | MOV            | Movistar Team                     |                |                         |               |
| GFC            | Groupama-FDJ          | QST            | Quick-Step Alpha Vinyl Team       |                |                         |               |

## Rennverlauf und Ergebnisse
Im Zeitfahren des Prologs setzte sich Ethan Hayter (Ineos Grenadiers) vor Rohan Dennis (Jumbo-Visma) und Felix Großschartner (Bora-hansgrohe) durch. Trotz der kurzen Distanz verloren Gesamtklassement-Fahrer wie Rigoberto Urán (EF Education-EasyPost) und Ion Izagirre (Cofidis) und Sergio Higuita (Bora-hansgrohe) über 20 Sekunden. Michael Woods (Israel-Premier Tech) erreichte das Ziel mit einem Rückstand von 42 Sekunden auf den Tagessieger. Geraint Thomas (Ineos Grenadiers) belegte Platz vier mit einem Rückstand von zehn Sekunden.
Auf der ersten Etappe war der Gesamtführende Ethan Hayter rund 13 Kilometer vor dem Ziel in einen Massensturz verwickelt und verlor viel Zeit. Den Tagessieg sicherte sich Dylan Teuns (Bahrain Victorious), der Rohan Dennis auf den letzten Metern des Schlussanstieges noch abfing. Rohan Dennis übernahm das Leader-Trikot mit einem Vorsprung von 16 Sekunden auf Felix Großschartner. Geraint Thomas bekam nach einer Verpflegung in Zielnähe eine 20-Sekunden-Zeitstrafe und lag nun auf Rang 24 mit einem Rückstand von 36 Sekunden. Zu den Verlierern des Tages gehörten zudem Sergio Higuita, Rigoberto Urán, Ion Izaguirre und Thibaut Pinot (Groupama-FDJ), die teils weit über eine Minute verloren.
Die zweite Etappe endete in einem Massensprint aus einem kleinen Hauptfeld, den Ethan Hayter vor Jon Aberasturi (Trek-Segafredo) und Fernando Gaviria (UAE Team Emirates) gewann. In der Gesamtwertung kam es zu keinen großen Veränderungen.
Die dritte Etappe endete erneut in einem Massensprint aus einer kleinen Gruppe, nachdem sich kein Fahrer am letzten Anstieg hatte absetzen können. Der Tagessieg ging an Patrick Bevin (Israel-Premier Tech) vor Ethan Hayter und Rohan Dennis. Aufgrund der Bonussekunden im Ziel war Patrick Bevin nun in der Gesamtwertung der erste Verfolger von Rohan Dennis mit einem Rückstand von 14 Sekunden.
Die Bergankunft der vierten Etappe gewann Sergio Higuita vor seinem Teamkollegen Alexander Wlassow (Bora-hansgrohe) und Juan Ayuso (UAE Team Emirates). Die ersten 10 Fahrer erreichten das Ziel zeitgleich, während der Gesamtführer Rohan Dennis drei Sekunden auf den Etappensieger einbüßte. In der Gesamtwertung blieb der Australier jedoch an der Spitze, vor Jaun Ayuso und Alexander Wlassow mit 15 bzw. 18 Sekunden Vorsprung. Zu den Verlierern der Etappe gehörte der Titelverteidiger Geraint Thomas, der am Schlussanstieg den Anschluss an die Favoritengruppe verlor und das Ziel mit einem Rückstand von über einer Minute erreichte.
Im abschließenden Bergzeitfahren der fünften Etappe gewann Alexander Wlassow und sicherte sich zudem die Gesamtwertung der Rundfahrt. Rohan Dennis erreichte das Ziel auf dem 22. Rang mit über 2 Minuten Rückstand und fiel in der Gesamtwertung auf Rang acht zurück. Mit starken Leistungen rückten Gino Mäder (Bahrain Victorious) und Simon Geschke (Cofidis) in der Gesamtwertung auf die Plätze zwei und drei vor mit Rückstanden von 50 bzw. 55 Sekunden. Für Alexander Wlassow war es nach der Valencia-Rundfahrt bereits der zweite Gesamtsieg im Jahr 2022.
Prolog: Lausanne – Lausanne (5,1 km)
Das Einzelzeitfahren begann und endete in Lausanne, der Hauptstadt des Kantons Waadt. Der Start und Ziel befanden sich nahe dem Stade de la Tuilière. Anschließend ging es Richtung Süden zum Stade Olympique de la Pontaise, das einmal umrundet wurde. Auf dem Weg zurück machten die Fahrer einen kleinen Umweg und befuhren die Start- und Landebahn des Flugplatzes Lausanne-La Blécherette.
| Platz | Fahrer                | Nation | Team                        | Zeit                   |
| ----- | --------------------- | ------ | --------------------------- | ---------------------- |
| 01.   | Ethan Hayter          | GBR    | Ineos Grenadiers            | 0:05:52 h (52,16 km/h) |
| 02.   | Rohan Dennis          | AUS    | Jumbo-Visma                 | + 0:04 min             |
| 03.   | Felix Großschartner   | AUT    | Bora-hansgrohe              | + 0:10 min             |
| 04.   | Geraint Thomas        | GBR    | Ineos Grenadiers            | "                      |
| 05.   | Maximilian Schachmann | GER    | Bora-hansgrohe              | + 0:13 min             |
| 05.   | Matteo Sobrero        | ITA    | Team BikeExchange-Jayco     | "                      |
| 07.   | Ethan Vernon          | GBR    | Quick-Step Alpha Vinyl Team | + 0:14 min             |
| 08.   | Georg Steinhauser     | GER    | EF Education-EasyPost       | "                      |
| 09.   | Mauro Schmid          | SUI    | Quick-Step Alpha Vinyl Team | "                      |
| 010.  | Juan Ayuso            | ESP    | UAE Team Emirates           | "                      |

| Platz | Fahrer                | Nation | Team                        | Zeit       |
| ----- | --------------------- | ------ | --------------------------- | ---------- |
| 01.   | Ethan Hayter          | GBR    | Ineos Grenadiers            | 0:05:52 h  |
| 02.   | Rohan Dennis          | AUS    | Jumbo-Visma                 | + 0:04 min |
| 03.   | Felix Großschartner   | AUT    | Bora-hansgrohe              | + 0:10 min |
| 04.   | Geraint Thomas        | GBR    | Ineos Grenadiers            | "          |
| 05.   | Maximilian Schachmann | GER    | Bora-hansgrohe              | + 0:13 min |
| 05.   | Matteo Sobrero        | ITA    | Team BikeExchange-Jayco     | "          |
| 07.   | Ethan Vernon          | GBR    | Quick-Step Alpha Vinyl Team | + 0:14 min |
| 08.   | Georg Steinhauser     | GER    | EF Education-EasyPost       | "          |
| 09.   | Mauro Schmid          | SUI    | Quick-Step Alpha Vinyl Team | "          |
| 10.   | Juan Ayuso            | ESP    | UAE Team Emirates           | "          |

Etappe 1: La Grande Béroche – Romont (178 km)
Die erste Etappe startete in La Grande Béroche und endete in Romont. Zunächst ging es entlang des Nordufers des Neuenburgersees nach Yverdon-les-Bains. Anschließend ging es nach einer Bergwertung der 3. Kategorie in Suchy (572 m) und einer Sprintwertung in Fey in den Kanton Freiburg. In Esmonts (812 m) folgte eine weitere Bergwertung der 3. Kategorie, ehe rund 100 Kilometer vor dem Ziel der finale Rundkurs erreicht wurde. Auf diesem folgten nach der ersten Zielpassage zwei Runden, die jeweils 46,5 Kilometer lang waren. Auf jeder Runde wurde mit dem Anstieg nach Massonnens (773 m) eine Bergwertung der 3. Kategorie überquert. 27 Kilometer vor dem Ziel wurde in Lentigny ein weiterer Sprint ausgetragen. Die Ziellinie befand sich am Ende eines kurzen Anstieges.
| Platz | Fahrer            | Nation | Team                               | Zeit                   |
| ----- | ----------------- | ------ | ---------------------------------- | ---------------------- |
| 01.   | Dylan Teuns       | BEL    | Bahrain Victorious                 | 4:23:58 h (40,46 km/h) |
| 02.   | Rohan Dennis      | AUS    | Jumbo-Visma                        | "                      |
| 03.   | Marc Hirschi      | SUI    | UAE Team Emirates                  | + 0:02 min             |
| 04.   | Alexander Wlassow | RUS    | Bora-hansgrohe                     | "                      |
| 05.   | Quinten Hermans   | BEL    | Intermarché-Wanty-Gobert Matériaux | "                      |
| 06.   | Ben O’Connor      | AUS    | AG2R Citroën Team                  | + 0:04 min             |
| 07.   | Damiano Caruso    | ITA    | Bahrain Victorious                 | "                      |
| 08.   | Juan Ayuso        | ESP    | UAE Team Emirates                  | "                      |
| 09.   | Steff Cras        | BEL    | Lotto Soudal                       | "                      |
| 10.   | Mauro Schmid      | SUI    | Quick-Step Alpha Vinyl Team        | "                      |

| Platz | Fahrer                | Nation | Team                        | Zeit       |
| ----- | --------------------- | ------ | --------------------------- | ---------- |
| 01.   | Rohan Dennis          | AUS    | Jumbo-Visma                 | 4:29:48 h  |
| 02.   | Felix Großschartner   | AUT    | Bora-hansgrohe              | + 0:16 min |
| 03.   | Dylan Teuns           | BEL    | Bahrain Victorious          | + 0:18 min |
| 04.   | Mauro Schmid          | SUI    | Quick-Step Alpha Vinyl Team | + 0:20 min |
| 05.   | Juan Ayuso            | ESP    | UAE Team Emirates           | "          |
| 06.   | Mikkel Frølich Honoré | DEN    | Quick-Step Alpha Vinyl Team | "          |
| 07.   | Patrick Bevin         | NZL    | Israel-Premier Tech         | + 0:22 min |
| 08.   | Alexander Wlassow     | RUS    | Bora-hansgrohe              | + 0:23 min |
| 09.   | Brandon McNulty       | USA    | UAE Team Emirates           | "          |
| 10.   | Marc Hirschi          | SUI    | UAE Team Emirates           | + 0:24 min |

Etappe 2: Échallens – Échallens (168,2 km)
Die zweite Etappe startete und endete in Échallens und wurde auf zwei verschiedenen hügligen Rundkursen ausgetragen. Der erste Rundkurs führte in Richtung Osten. Nach 28,5 Kilometern wurde in Thierrens ein Zwischensprint ausgefahren. Anschließend ging es zurück nach Échallens, wo die erste Zieldurchfahrt bei Kilometer 54,5 erfolgte. Nun wechselten die Fahrer auf den zweiten Rundkurs, der in Richtung Westen in die Jura führte. Zur Hälfte des Rennens wurde in La Praz (867 m) eine Bergwertung der 3. Kategorie überquert. Nach der zweiten Zieldurchfahrt (55,5 Kilometer vor dem Ziel) wechselten die Fahrer zurück auf den östlichen Rundkurs, der ein weiteres Mal befahren wurde. 25,6 Kilometer vor dem Ziel wurde in Thierrens erneut ein Zwischensprint ausgefahren.
| Platz | Fahrer              | Nation | Team                               | Zeit                   |
| ----- | ------------------- | ------ | ---------------------------------- | ---------------------- |
| 01.   | Ethan Hayter        | GBR    | Ineos Grenadiers                   | 4:04:55 h (41,21 km/h) |
| 02.   | Jon Aberasturi      | ESP    | Trek-Segafredo                     | "                      |
| 03.   | Fernando Gaviria    | COL    | UAE Team Emirates                  | "                      |
| 04.   | Alexander Wlassow   | RUS    | Bora-hansgrohe                     | "                      |
| 05.   | Sean Quinn          | USA    | EF Education-EasyPost              | "                      |
| 06.   | Quinten Hermans     | BEL    | Intermarché-Wanty-Gobert Matériaux | "                      |
| 07.   | Nikias Arndt        | GER    | Team DSM                           | "                      |
| 08.   | Ben O’Connor        | AUS    | AG2R Citroën Team                  | "                      |
| 09.   | Felix Großschartner | AUT    | Bora-hansgrohe                     | "                      |
| 10.   | Steven Kruijswijk   | NED    | Jumbo-Visma                        | "                      |

| Platz | Fahrer                | Nation | Team                        | Zeit       |
| ----- | --------------------- | ------ | --------------------------- | ---------- |
| 01.   | Rohan Dennis          | AUS    | Jumbo-Visma                 | 8:34:43 h  |
| 02.   | Felix Großschartner   | AUT    | Bora-hansgrohe              | + 0:14 min |
| 03.   | Mauro Schmid          | SUI    | Quick-Step Alpha Vinyl Team | + 0:18 min |
| 04.   | Dylan Teuns           | BEL    | Bahrain Victorious          |            |
| 05.   | Juan Ayuso            | ESP    | UAE Team Emirates           | "          |
| 06.   | Mikkel Frølich Honoré | DEN    | Quick-Step Alpha Vinyl Team | "          |
| 07.   | Patrick Bevin         | NZL    | Israel-Premier Tech         | + 0:20 min |
| 08.   | Brandon McNulty       | USA    | UAE Team Emirates           | + 0:21 min |
| 09.   | Alexander Wlassow     | RUS    | Bora-hansgrohe              | + 0:23 min |
| 10.   | Marc Hirschi          | SUI    | UAE Team Emirates           | + 0:24 min |

Etappe 3: Valbroye – Valbroye (165,1 km)
Die dritte Etappe startete und endete in Valbroye und führte über mehrere Schlaufen durch die Kantone Waadt und Freiburg. Kurz nach dem Start erfolgte der erste Anstieg der 3. Kategorie nach Dompierre (713 m). Im weiteren Verlauf der Strecke folgten zwei Bergwertungen der 3. Kategorie in Châbles (592 m) und Sassel (617 m) sowie zwei Zwischensprints in Combremont-le-Grand. Auf den letzten rund 30 Kilometern standen zwei weitere Bergwertungen der 3. Kategorie auf dem Programm. Zunächst wurde der Anstieg nach Dompierre (713 m) ein zweites Mal überquert, ehe der Anstieg nach Sédeilles (688 m) das letzte Hindernis des Tages darstellte. Dieser wurde 7,7 Kilometer vor dem Ziel passiert. Nach der anschließenden Abfahrt führten die letzten Kilometer flach ins Ziel.
| Platz | Fahrer                | Nation | Team                               | Zeit                   |
| ----- | --------------------- | ------ | ---------------------------------- | ---------------------- |
| 01.   | Patrick Bevin         | NZL    | Israel-Premier Tech                | 3:53:27 h (42,43 km/h) |
| 02.   | Ethan Hayter          | GBR    | Ineos Grenadiers                   | "                      |
| 03.   | Rohan Dennis          | AUS    | Jumbo-Visma                        | "                      |
| 04.   | Dion Smith            | NZL    | Team BikeExchange-Jayco            | "                      |
| 05.   | Quinten Hermans       | BEL    | Intermarché-Wanty-Gobert Matériaux | "                      |
| 06.   | Damiano Caruso        | ITA    | Bahrain Victorious                 | "                      |
| 07.   | Finn Fisher-Black     | NZL    | Jumbo-Visma                        | "                      |
| 08.   | Felix Großschartner   | AUT    | Bora-hansgrohe                     | "                      |
| 09.   | Nikias Arndt          | GER    | Team DSM                           | "                      |
| 10.   | Mikkel Frølich Honoré | DEN    | Quick-Step Alpha Vinyl Team        | "                      |

| Platz | Fahrer                | Nation | Team                        | Zeit       |
| ----- | --------------------- | ------ | --------------------------- | ---------- |
| 01.   | Rohan Dennis          | AUS    | Jumbo-Visma                 | 12:28:06 h |
| 02.   | Patrick Bevin         | NZL    | Israel-Premier Tech         | + 0:14 min |
| 03.   | Felix Großschartner   | AUT    | Bora-hansgrohe              | + 0:18 min |
| 04.   | Mauro Schmid          | SUI    | Quick-Step Alpha Vinyl Team | + 0:22 min |
| 05.   | Dylan Teuns           | BEL    | Bahrain Victorious          | "          |
| 06.   | Juan Ayuso            | ESP    | UAE Team Emirates           | "          |
| 07.   | Mikkel Frølich Honoré | DEN    | Quick-Step Alpha Vinyl Team | "          |
| 08.   | Brandon McNulty       | USA    | UAE Team Emirates           | + 0:25 min |
| 09.   | Alexander Wlassow     | RUS    | Bora-hansgrohe              | + 0:27 min |
| 10.   | Marc Hirschi          | SUI    | UAE Team Emirates           | + 0:28 min |

Etappe 4: Aigle – Zinal (180,1 km)
Die vierte Etappe startete in Aigle und endete mit einer Bergankunft in Zinal im Val d’Anniviers. Vom Start weg ging es entlang der Rhone ins Wallis. Kurz nach Sion ging es 10 Kilometer bergauf nach Nax (1292 m), wo nach 63 gefahrenen Kilometern eine Bergwertung der 1. Kategorie überquert wurde. Nach der anschließenden Abfahrt folgte in Chippis ein Zwischensprint, ehe es erneut bergauf ging. Über den Anstieg von Les Pontis (1052 m) ging es nach Saint-Luc (1564 m) im Val d’Anniviers. Beide Orte wurden als Bergwertung der 1. Kategorie ausgewiesen. Anschließend folgte mit dem Anstieg von Les Ziettes d'en Bas (1469 m) eine weitere Bergwertung der 2. Kategorie, bevor es bergab zum zweiten Sprint in Chippis ging. Die letzten rund 30 Kilometer fühtren bergauf ins Val d’Anniviers. Die Fahrer passierten Les Pontis (1. Kategorie) erneut, fuhren anschließend aber über Grimentz (1563 m), einen weiteren Anstieg der 1. Kategorie, zum Zielort in Zinal (1665 m). Insgesamt standen fünf Bergwertungen der 1. Kategorie und eine Bergwertung der 2. Kategorie auf dem Programm. Zinal bildete zudem als höchster Punkt der Rundfahrt, das „Dach der Tour“.
| Platz | Fahrer                | Nation | Team                | Zeit                   |
| ----- | --------------------- | ------ | ------------------- | ---------------------- |
| 01.   | Sergio Higuita        | COL    | Bora-hansgrohe      | 4:58:52 h (36,16 km/h) |
| 02.   | Alexander Wlassow     | RUS    | Bora-hansgrohe      | "                      |
| 03.   | Juan Ayuso            | ESP    | UAE Team Emirates   | "                      |
| 04.   | Ben O’Connor          | AUS    | AG2R Citroën Team   | "                      |
| 05.   | Thibaut Pinot         | FRA    | Groupama-FDJ        | "                      |
| 06.   | Michael Woods         | CAN    | Israel-Premier Tech | "                      |
| 07.   | Gino Mäder            | SUI    | Bahrain Victorious  | "                      |
| 08.   | Sébastien Reichenbach | SUI    | Groupama-FDJ        | "                      |
| 09.   | Simon Geschke         | GER    | Cofidis             | "                      |
| 10.   | Carlos Verona         | ESP    | Movistar Team       | "                      |

| Platz | Fahrer                | Nation | Team                  | Zeit       |
| ----- | --------------------- | ------ | --------------------- | ---------- |
| 01.   | Rohan Dennis          | AUS    | Jumbo-Visma           | 17:27:01 h |
| 02.   | Juan Ayuso            | ESP    | UAE Team Emirates     | + 0:15 min |
| 03.   | Alexander Wlassow     | RUS    | Bora-hansgrohe        | + 0:18 min |
| 04.   | Ben O’Connor          | AUS    | AG2R Citroën Team     | + 0:25 min |
| 05.   | Lucas Plapp           | AUS    | Ineos Grenadiers      | + 0:30 min |
| 06.   | Gino Mäder            | SUI    | Bahrain Victorious    | + 0:32 min |
| 07.   | Sébastien Reichenbach | SUI    | Groupama-FDJ          | + 0:37 min |
| 08.   | Neilson Powless       | USA    | EF Education-EasyPost | + 0:41 min |
| 09.   | Simon Geschke         | GER    | Cofidis               | + 0:42 min |
| 10.   | Steff Cras            | BEL    | Lotto Soudal          | + 0:45 min |

Etappe 5: Aigle – Villars (15,8 km)
Die fünfte und letzte Etappe wurde als Bergzeitfahren ausgetragen. Der Start erfolgte beim Centre Mondial du Cyclisme, dem Sitz der UCI. Anschließend ging es über Aigle nach Ollon, wo der Schlussanstieg nach Villars-sur-Ollon (1261 m) begann. Dieser war 10,2 Kilometer lang und wies eine durchschnittliche Steigung von 8 % auf. Das Ziel befand sich nahe der Talstation des Roc d’Orsay.
| Platz | Fahrer            | Nation | Team                               | Zeit                   |
| ----- | ----------------- | ------ | ---------------------------------- | ---------------------- |
| 01.   | Alexander Wlassow | RUS    | Bora-hansgrohe                     | 0:33:40 h (28,16 km/h) |
| 02.   | Simon Geschke     | GER    | Cofidis                            | + 0:31 min             |
| 03.   | Gino Mäder        | SUI    | Bahrain Victorious                 | + 0:36 min             |
| 04.   | Damiano Caruso    | ITA    | Bahrain Victorious                 | + 1:04 min             |
| 05.   | Steven Kruijswijk | NED    | Jumbo-Visma                        | + 1:05 min             |
| 06.   | Thibaut Pinot     | FRA    | Groupama-FDJ                       | + 1:07 min             |
| 07.   | Rein Taaramäe     | EST    | Intermarché-Wanty-Gobert Matériaux | + 1:25 min             |
| 08.   | Juan Ayuso        | ESP    | UAE Team Emirates                  | "                      |
| 09.   | Sepp Kuss         | USA    | Jumbo-Visma                        | + 1:26 min             |
| 10.   | Ben O’Connor      | AUS    | AG2R Citroën Team                  | + 1:40 min             |

| Platz | Fahrer            | Nation | Team               | Zeit       |
| ----- | ----------------- | ------ | ------------------ | ---------- |
| 01.   | Alexander Wlassow | RUS    | Bora-hansgrohe     | 18:00:59 h |
| 02.   | Gino Mäder        | SUI    | Bahrain Victorious | + 0:50 min |
| 03.   | Simon Geschke     | GER    | Cofidis            | + 0:55 min |
| 04.   | Juan Ayuso        | ESP    | UAE Team Emirates  | + 1:22 min |
| 05.   | Ben O’Connor      | AUS    | AG2R Citroën Team  | + 1:47 min |
| 06.   | Damiano Caruso    | ITA    | Bahrain Victorious | + 1:51 min |
| 07.   | Steven Kruijswijk | NED    | Jumbo-Visma        | + 1:52 min |
| 08.   | Rohan Dennis      | AUS    | Jumbo-Visma        | + 1:54 min |
| 09.   | Lucas Plapp       | AUS    | Ineos Grenadiers   | + 2:08 min |
| 10.   | Einer Rubio       | COL    | Movistar Team      | + 2:13 min |

## Wertungen im Verlauf
| Etappe          | Etappensieger     | Gesamtwertung     | Punktewertung | Bergwertung     | Nachwuchswertung | Teamwertung       | aktivster Fahrer |
| --------------- | ----------------- | ----------------- | ------------- | --------------- | ---------------- | ----------------- | ---------------- |
| Prolog          | Ethan Hayter      | Ethan Hayter      | Ethan Hayter  | nicht vergeben  | Ethan Hayter     | Ineos Grenadiers  | nicht vergeben   |
| 1               | Dylan Teuns       | Rohan Dennis      | Rohan Dennis  | Thomas Champion | Mauro Schmid     | UAE Team Emirates | Antoine Debons   |
| 2               | Ethan Hayter      | Rohan Dennis      | Ethan Hayter  | Thomas Champion | Mauro Schmid     | UAE Team Emirates | Nils Brun        |
| 3               | Patrick Bevin     | Rohan Dennis      | Ethan Hayter  | Krists Neilands | Mauro Schmid     | UAE Team Emirates | Nans Peters      |
| 4               | Sergio Higuita    | Rohan Dennis      | Ethan Hayter  | Toms Skujiņš    | Juan Ayuso       | Groupama-FDJ      | Ion Izagirre     |
| 5               | Alexander Wlassow | Alexander Wlassow | Ethan Hayter  | Toms Skujiņš    | Juan Ayuso       | Jumbo-Visma       | Nils Brun        |
| Wertungssieger: | Wertungssieger:   | Alexander Wlassow | Ethan Hayter  | Toms Skujiņš    | Juan Ayuso       | Jumbo-Visma       |                  |